# Raliul
Raliul este un film românesc din 1984 regizat de Mircea Drăgan. Rolurile principale au fost interpretate de actorii Diana Gheorghian, Constantin Diplan și Ștefan Sileanu.

## Rezumat
Participantă la raliul României, copilotul Thasica Pribeag (Diana Gheorghian) își amintește frânturi din trecutul său care a adus-o la volanul unei mașini de curse. Filmul prezintă lupta cu viața a unei fete ambițioase, care își dorește să practice o meserie bărbătească și nu acceptă să renunțe la visul ei.

## Distribuție
Distribuția filmului este alcătuită din:
- Diana Gheorghian — Tasica (Theea) Pribeag, mecanic și pilot de încercare la Uzina Dacia
- Constantin Diplan — ing. Ion Aprigățeanu, pilot de încercare la Uzina Dacia
- Ștefan Sileanu — nea Arghir, maistru mecanic, secretarul organizației de partid a Uzinei Dacia
- Monica Ghiuță — maiorul de miliție Laura Oprișan, prietena Tasicăi
- Mircea Bașta — tatăl Tasicăi, șofer de camion
- Lucia Mureșan — mama Tasicăi, cameristă la un hotel
- Eugeniu Ungureanu — Sergiu Ionescu, fostul iubit al Tasicăi
- Adrian Păduraru — sing. Dan Tomescu, fost coleg de liceu al Tasicăi
- George Oancea — ziaristul de la raliu
- Răzvan Popa — iubitul Tasicăi din Tulcea, șofer de camion
- Eugenia Bosînceanu — mătușa Tasicăi de la Tulcea
- Radu Vasiliu
- Wilhelmina Câta
- Dumitru Drăgan
- Constantin Ciucă
- Alexandru Lazăr
- Natașa Gutul
- Florența Militaru
- Gheorghe Tomescu — membru al echipei de organizatori
- Cristina Popescu
- Sanda Chihaia

## Primire
Filmul a fost vizionat de 2.012.703 spectatori în cinematografele din România, după cum atestă o situație a numărului de spectatori înregistrat de filmele românești de la data premierei și până la data de 31 decembrie 2014 alcătuită de Centrul Național al Cinematografiei.